# Microdynerus arenicolus
Microdynerus arenicolus är en stekelart som först beskrevs av Richard Mitchell Bohart 1955.  Microdynerus arenicolus ingår i släktet Microdynerus och familjen Eumenidae. Inga underarter finns listade i Catalogue of Life.